# Малая Жукова
Ма́лая Жукова́ (Малая Жуковка) — деревня в Дятьковском районе Брянской области, в составе Большежуковского сельского поселения. Расположена в 6 км к востоку от города Дятьково, на реке Зиминке (правый приток Болвы).
Упоминается со 2 половины XVII века как сельцо Жуково (первоначально — в составе Брянского уезда). С 1777 по 1922 деревня Малая Жукова входила в Жиздринский уезд (Калужской, с 1920 Брянской губернии), в т.ч. с 1861 — в составе Улемльской волости. С 1922 в Дятьковской волости Бежицкого уезда, Дятьковском районе (с 1929). В 1964 году в состав деревни был включён посёлок Дедовка.